# Gosho
Con il nome Gosho (dal giapponese go- prefisso onorifico, sho scritti) si intende la raccolta di tutti gli insegnamenti, i trattati, le lettere che Nichiren Daishonin scrisse ai suoi discepoli, autografi o ricopiati dall'originale autografo andato perduto, e delle lezioni orali che vennero trascritte dal suo successore, il secondo Patriarca (prete)|Nikkō Shonin.
Con il nome Gosho Zenshu negli anni cinquanta in Giappone il presidente della Soka Gakkai Josei Toda con il  Patriarca  Nichiko Ori ha raccolto per la prima volta tutti i 426 Gosho rimasti in un unico volume.
Questi scritti rappresentano tutt'oggi la prova documentaria per i fedeli della Soka Gakkai.